# Дом В. Д. Аронского
Дом В. Д. Аронского — ростовский памятник градостроительства и архитектуры, расположенный на пересечении улицы Максима Горького и переулка Семашко. Построен в 1905—1906 годах. Является образцом «кирпичного стиля» начала XX века, сочетающего декоративную проработку фасадов с функциональностью. В 2019 году дом был признан выявленным объектом культурного наследия и внесен в Единый государственный реестр объектов культурного наследия Российской Федерации.

## Владельцы и жильцы
Владимир Дмитриевич Аронский был известным лесопромышленником начала XX века, внёсшим значительный вклад в развитие деревообрабатывающей промышленности региона. Его дом не только служил семейной резиденцией, но и использовался для коммерческих целей, связанных с его бизнесом.
В этом же здании проживал архитектор Леонид Фёдорович Эберг, выпускник Московского училища живописи, ваяния и зодчества. Прибыв в Ростов-на-Дону в 1911 году, он занял должность заведующего постройками при городской управе. Эберг внёс значительный вклад в архитектурный облик города, спроектировав более десяти доходных домов и особняков в первые годы своей деятельности. Его проживание в доме Аронского подчёркивает статус здания как центра культурной и профессиональной жизни того времени.

## Исторические события
30 марта 1919 года дом Аронского стал местом резонансного ограбления, зафиксированного в криминальной хронике газеты «Приазовский край». Пятеро преступников, вооружённых револьверами, проникли в здание и на протяжении двух часов обыскивали помещения, похищая ценности у присутствующих. Владелец дома лишился значительной суммы денег, золотых часов с цепочкой и других ценных вещей. Существенные убытки понесла квартирантка Е. К. Горделадзе, у которой забрали крупную сумму наличных и ювелирные украшения. Доктор В. А. Габисония также стал жертвой налётчиков: у него похитили деньги, два револьвера и боеприпасы. Не пощадили грабители и экономку Н. Еловскую, забрав у неё последние сбережения. Архитектор Л. Эберг ограбления избежал.
Однако в начале 1920-х годов он столкнулся с лишением избирательных прав при установлении Советской власти. Основанием для этого стало его положение арендатора дома, что в новой экономической системе приравнивалось к нетрудовым доходам и считалось эксплуатацией. Несмотря на то, что Эберг работал сразу в нескольких бюджетных организациях, где его профессиональные навыки были востребованы, это не повлияло на решение властей. Лишь в 1926 году он смог восстановить свой статус, добровольно отказавшись от прав на аренду в пользу жилищного товарищества.

## Архитектурные особенности
Здание представляет собой двухэтажное кирпичное строение сложной Г-образной формы с подвалом и многоскатной крышей и выполнено в эклектичном стиле с элементами неоклассицизма и ренессанса, характерном для городской застройки конца XIX — начала XX века. Его архитектурный облик сочетает в себе классическую строгость, декоративную выразительность и функциональность, типичную для доходных домов того периода. Фасадная композиция подчёркивает угловое расположение, акцентируя входную зону и зрительно выделяя здание на фоне окружающей застройки. Первый этаж, отделанный кирпичной кладкой с рустовкой, визуально отделяет коммерческую часть от жилых помещений. Выраженный угловой ризалит, завершающийся куполом со шпилем, придаёт зданию монументальность и делает его узнаваемым в городской среде.
Декор фасадов включает рустованные пилястры, фланкирующие оконные проёмы второго этажа, а также профилированные наличники с декоративными замками, характерные для неоренессанса. Кованые балконы с ажурными ограждениями добавляют фасаду лёгкости и элегантности. Особое внимание привлекают мансардные окна и аттики, украшающие венчающий карниз, что говорит о влиянии французской архитектуры на эклектику того времени. Также архитектурный стиль здания относят к «кирпичному стилю».
Функциональное назначение здания также типично для доходных домов начала XX века. Первый этаж использовался под торговые помещения, что подтверждают широкие оконные проёмы, изначально служившие витринами. Верхний этаж предназначался для жилых квартир или контор, что подчёркивает его планировочное решение и наличие балконов.